# ニトログリコール
ニトログリコール (nitroglycol) は、エチレングリコールの硝酸エステル。別名二硝酸グリコール、日本国の法律に基づく名称ではエチレングリコールジニトレート。
ダイナマイトやプラスチック爆弾など爆薬を製造する時に爆発物マーカーとして添加することが「可塑性爆薬の探知のための識別措置に関する条約」で国際的に義務付けられている。日本では「可塑性爆薬に含める物質等を定める告示」（平成9年通商産業省告示第548号）により、可塑性爆薬を製造する際に「探知剤」として添加しなければならない物質として義務化されている。爆発物探知機はこの物質に対して極微量であっても敏感に反応するように作られている。そのため、ごく微量でもこの物質が含まれていると、本当に爆発するかどうかに関係なくプラスチック爆弾と見なされ拘束される危険があるが、毒性の強い第1種指定化学物質であるため爆薬以外への添加は行われていない。

## 性質
- 凝固点 -22.8℃
- 発火点 250℃
- 爆発熱 1700 Kcal/Kg

工業的には単体で使用されることはなく、ニトログリセリンと混合してダイナマイトなどに加工される。

## 毒性
労働安全衛生法の管理第2類物質に指定されている。
体内に吸収されやすく、暴露されると初期症状として、頭痛・嘔吐感・目眩が起きる。さらに暴露が続くと全身の衰弱・疲労感・四肢の疼痛が起こり、死亡する場合もある。
- 経口 ラット LD50 616mg/kg
- 経皮 ラット LD50 16000mg/kg

## 製造方法
エチレングリコールを硝酸と硫酸の混酸で硝化して製造する。

## 法規制
- 労働安全衛生法
  - 施行令別表第1危険物。作業従事者には6か月ごとの健康診断が義務付けられる
- 火薬類取締法 第2条爆薬
- 消防法
  - 第2条危険物 第5類硝酸エステル類 第1種自己反応性物質 (10kg)（火薬類を除く）
  - 危規則 第3条危険物 告示別表第1火薬類 A-上(B)・下(II) / 禁止
- 航空法 積載禁止
- 港則法 施行規則第12条 危険物告示火薬類
- 「可塑性爆薬に含める物質等を定める告示」（平成9年通商産業省告示第548号）
- 可塑性爆薬の探知のための識別措置に関する条約